# Varqaneh
Varqaneh är en ort i Iran.   Den ligger i provinsen Khorasan, i den östra delen av landet, 800 km öster om huvudstaden Teheran. Varqaneh ligger 2 298 meter över havet och antalet invånare är 128.
Terrängen runt Varqaneh är huvudsakligen lite kuperad. Varqaneh ligger uppe på en höjd. Runt Varqaneh är det glesbefolkat, med 12 invånare per kvadratkilometer. Närmaste större samhälle är Khazān, 7,5 km nordväst om Varqaneh. Omgivningarna runt Varqaneh är i huvudsak ett öppet busklandskap.